# Dak'Art 2008
Dak'Art 2008 è l'ottava edizione d'arte della Biennale di Dakar consacrata all'arte contemporanea africana, organizzata a Dakar in Senegal nel 2008 con il titolo Afrique: Miroir? (Africa: Specchio?).

## Storia
L'ottava edizione d'arte della Biennale di Dakar (settima se si conta la prima edizione del 1990 dedicata alla letteratura) si è svolta a Dakar dal 9 maggio al 9 giugno 2008.

## Organizzazione
Il commissario generale della Biennale del 2008 è Maguèye Kassé, affiancato da una giuria composta da Gérard Senac, Göran Christensson, Abdoulaye Konaté, Thierry Raspail, Sithabile Mlotshwa, Sidy Seck e Werner Schaub. Il segretario generale è Ousseynou Wade che si appoggia ai suoi collaboratori e ad un comitato nazionale di organizzazione capeggiato da Youma Fall per la produzione dell'evento. Il comitato d'orientazione è composto da Gérard Senac, Nicolas Cissé, Moctar Ndiaye, Mamadou Berthe, Alioune Badiane, Jacky Brou, Daouda Diarra, Thérèse Diatta, Viyé Diba, Mame Binetou Ly Danie Pierre Diedhiou, Habib Diene, Babacar Diop Bouba, Annie Jouga, Kalidou Kassé, Massamba Mbaye, Moustapha Ndiaye, Issa Samb, Pape Ibnou Sarr, Abdou Sylla, Amadou Yacine Thiam e Mamadou Wade.

## Partecipanti

### Esposizione internazionale
- Achillekà (Achille Kombuem)
- Blaise Bang
- Soly Cissé
- Saïdou Dicko
- Sokey Edorh
- Amal El Kenawy
- Angele Etoundi Essamba
- Samba Fall
- Georges Fikry-Ibrahim
- Pélagie Gbaguidi
- Mourad Gharrach
- Fathi Hassan
- Osaretin Ighile
- Justin Kabré (Kely)
- Abdoulaye Armin Kane
- Amadou Kane SY dit Kan-Si
- Jems Robert Koko Bi
- Mohamed Konaté
- Ndary Lô
- El Hadji Mansour Ciss
- Nandipha Mntambo
- Ousmane Ndiaye Dago
- Grace Ndiritu
- Nkosikhona Ngcobo-Bongamahlubi
- Babacar Niang
- Ibrahima Niang Piniang
- Samuel Nja Kwa
- Gabriel Pacheco
- Sonya Rademeyer
- Zakaria Ramhani
- Roberto Rico
- Athi-Patra Ruga
- Pape Seydi Samba
- Freddy Tsimba
- Johann Van Der Schijff
- Guy Bertrand Woueté Lotchouang

### Salone del design
- Kossi Assou
- Sarah Boudiaf
- Cheikh Diallo
- Christian Djomagni
- Joëlle le Bussy Fal
- Khadija Kabbaj
- Ousmane Mbaye
- Vincent Niamien
- Annie Prebay Ranarivelo
- Jean Servais Somian
- Memia Taktak
- Kossy Traoré

### Artisti invitati
- Iba Ndiaye
- Amina N'Diaye Leclerc

### Documenti dell'evento
- Dak'Art 2008, Afrique: Miroir? Sénégal 9 mai 9 juin 2008 (cat. expo), Biennale de l'Art Africain Contemporain, Dakar, 2008.
- Questionario sui partecipanti di Dak'Art 2008.[1].

### Articoli e recensioni
- (FR) Virginie Andriamirado, Dak'art 2008: une biennale en pointillés in "Africultures", 2008.
- (EN) Kinsey Katchka, Dak'Art 2008. Musée de L'Institut Fondamental d'Afrique Noire and Galerie Nationale, Dakar, May 9–June 9, 2008, Dakar, Senegal in African Arts (Summer 2009, Vol. 42, No. 2, Pages 84–87), 2009.
- (EN) Ugochukwu-Smooth Nzewi, "The 2008 Dak'Art Offs," African Arts Vol. 42, No. 2 (Summer 2009): 87-87.
- (EN) Bisi Silva, Dak'Art 08: Chasing Shadows in "Artinfo", 23/05/2008.